# Karina Lombard
Karina Lombard (ur. 21 stycznia 1969 na Tahiti) – amerykańska aktorka.
Matka Kariny jest Indianką z plemienia Lakota. Aktorka jest naturalizowaną Amerykanką, lecz gdy miała rok, jej ojciec, który ma korzenie rosyjskie, włoskie i szwajcarskie, wyjechał z nią do Barcelony. Karina uczęszczała następnie do wielu szkół w Szwajcarii, dzięki czemu biegle włada językiem hiszpańskim, angielskim, włoskim, francuskim i niemieckim. Gdy miała osiemnaście lat, opuściła Lozannę i przybyła do Nowego Jorku, gdzie rozpoczęła pracę modelki i zaczęła pobierać lekcje aktorstwa.
Karina Lombard została odkryta przez fotografa Bruce’a Webera podczas sesji zdjęciowej do nowej kampanii Calvin’a Kleina, której motywem byli rdzenni mieszkańcy Ameryki Północnej. Jedna z jej fotografii została wykorzystana w kampanii billboardowej. Niedługo później jej zdjęcia pojawiły się w wielu magazynach, m.in. „Vogue” i „Elle”.
Jej pierwsze próby i występy sceniczne miały miejsce w New York City’s Gallery Theatre, Neighborhood Playhouse, Lee Strasberg Theatre Institute i Actors Studio.
Jako aktorka jest znana głównie z seriali telewizyjnych: The 4400 (rola Alany Marevy) oraz The L Word (Marina Ferrer). Poza talentem aktorskim Karina Lombard śpiewa, gra i pisze. Obecnie pracuje nad swoim debiutanckim albumem oraz projektem muzycznym tworzonym wraz z Cirque du Soleil. Mieszka w Los Angeles.